# Josef Meisinger

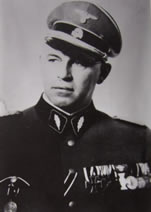
Josef Meisinger

Josef Albert Meisinger (* 14. September 1899 in München; † 7. März 1947 in Warschau, Polen) war ein deutscher Oberst der Polizei, SS-Standartenführer und Kriegsverbrecher.

## Leben
Der Sohn von Josef Meisinger und seiner Ehefrau Berta Volk besuchte vier Klassen der Volksschule in München, um dann dort das Luitpold-Gymnasium und Realgymnasium zu absolvieren. Am 23. Dezember 1916 meldete er sich als Kriegsfreiwilliger bei einem Minenwerfer-Ersatzbataillon. An die Westfront rückte er am 17. Juli 1917 aus, um dort im Reserve-Infanterie-Regiment 30 und in der Minenwerferkompanie 230 eingesetzt zu werden.
Mit einer schweren Verwundung zu 30 Prozent kriegsbeschädigt, wurde er mit dem Dienstgrad eines Vizefeldwebels am 18. Januar 1919 aus dem Heeresdienst entlassen. Als Auszeichnungen im Ersten Weltkrieg erhielt er das Eiserne Kreuz II. Klasse und das Bayrische Militärverdienstkreuz. In das Freikorps Epp wurde er am 19. April 1919 aufgenommen, in dem er die Münchner Räterepublik bekämpfte.
Von Juli 1919 bis zum 30. September 1920 war er bei der Bayerischen Handelsbank beschäftigt. An den Ruhrkämpfen beteiligte er sich als Freiwilliger bei der Reichswehr vom 13. März bis 20. April 1920, weswegen er nach eigener Aussage nicht weiter in seiner Bank arbeiten konnte. Als Inspizient beim Landgericht München II war er vom 1. Oktober 1920 bis zum 30. September 1922 angestellt. Zur Polizeidirektion München wurde er am 1. Oktober 1922 versetzt. Als Führer des 3. Zuges der 2. Kompanie des Freikorps Oberland beteiligte er sich am 8./9. November 1923 am Hitlerputsch.

### Aufstieg in SS und Polizeiapparat
Als SS-Anwärter trat Meisinger am 5. März 1933 in die SS ein (SS-Nummer 36.134). In die Bayerische Politische Polizei (BPP) wurde er am 9. März 1933 versetzt und kam somit mit Reinhard Heydrich in dienstliche Verbindung (ebenfalls um dieselbe Zeit erhielten von Epp und Himmler Führungspositionen bei der bayrischen Polizei). Vorher war Meisinger bei der Sitte gewesen. Zum 1. Mai 1933 trat er der NSDAP bei (Mitgliedsnummer 3.201.697). Am 28. Juni 1933 wurde er zum SS-Truppführer befördert. Den Blutorden der NSDAP (Nr. 374) erhielt Meisinger am 9. November 1933. Mit Martha Zirngibl (* 16. August 1904 in Fürth) ging er am 3. April 1934 die Ehe ein.
Die Beförderung zum SS-Obertruppführer erfolgte am 20. April 1934. Als Heydrich nach Berlin ging, nahm er von der BPP seine vertrauten Mitarbeiter mit: Heinrich Müller, Franz Josef Huber und Josef Meisinger, auch „Bajuwaren-Brigade“ genannt. Somit wechselte Meisinger am 1. Mai 1934 zum Geheimen Staatspolizeiamt (Gestapa) nach Berlin, um am gleichen Tag zum Kriminalrat ernannt zu werden. Er übernahm dort die Leitung des Dezernats II 1 H und II H 1. Dieses Dezernat hatte folgende Aufgaben:
- Aufdeckung von Gegnern von Adolf Hitler innerhalb der NSDAP (Dezernat II 1 H)
- Verfolgung von Homosexuellen (§ 175)
- Verfolgung von Fällen der Abtreibung sowie von Verstößen gegen das Verbot intimer Beziehungen von Juden zu Nicht-Juden

Rückwirkend zum 1. Mai wurde er am 9. Mai 1934 zum SS-Untersturmführer befördert. Während des Katholikentages in Berlin am 24. Juni 1934 observierte er den Führer der Katholischen Aktion Erich Klausener. Nachdem er Heydrich „staatsfeindliche Äußerungen“ seitens Klauseners gemeldet hatte, wurde Klausener von Heydrich auf eine Todesliste von NS-Gegnern gesetzt und im Zuge der Röhm-Morde am 30. Juni 1934 von einem SS-Mann vor seinem Büro erschossen.
1935 übernahm Meisinger auch die Leitung des Sonderdezernats II S „Bekämpfung der Homosexualität und Abtreibung“. Am 16. Dezember 1935 erhielt er als Anerkennung den Julleuchter der SS. Ab 1936 übernahm Meisinger als Leiter die Referate PP II H (Angelegenheiten der NSDAP, ihrer Gliederungen und angeschlossenen Verbände) und PP II S (Bekämpfung der Homosexualität und der Abtreibung) im Hauptamt der Sicherheitspolizei. Am 23. April 1936 erfolgte die Beförderung zum SS-Sturmbannführer. Dabei wurde Meisinger als Mitarbeiter immer wieder schlecht beurteilt. Heydrich bezeichnete ihn als „Widerling“, Heinrich Müller beschwerte sich wiederholt über ihn, und Werner Best beurteilte ihn als einen primitiven Mann mit brutalen Methoden.
Von 1936 bis 1938 leitete Meisinger die „Reichszentrale zur Bekämpfung der Homosexualität und Abtreibung“ im Gestapa. Zum SS-Obersturmbannführer wurde Meisinger am 30. Januar 1937 befördert. Im gleichen Jahr wurde er zum Regierungsrat ernannt. Als der Oberbefehlshaber des Heeres Werner von Fritsch im Juli 1936 und erneut in der Blomberg-Fritsch-Krise 1938 der Homosexualität bezichtigt wurde, war Meisinger für die entsprechenden Ermittlungen zuständig. Einige Ermittlungsrichtungen liefen ins Leere. So war Meisinger z. B. mit Kriminalkommissar Eberhard Schiele nach Ägypten gereist, um zu ermitteln, ob Fritsch dort während seines Urlaubs im November/Dezember 1937 homosexuelle Kontakte gehabt hatte. Hauptbelastungszeuge wurde schließlich ein Otto Schmidt, der sich in der Berliner Halb- und Unterwelt bewegte. Meisinger leitete die Vernehmungen Schmidts. Er wollte die Gunst der Stunde nutzen und seinen Vorgesetzten eindeutige Ergebnisse liefern. Zu diesem Zweck legte er Schmidt Fotos von Fritsch zur Identifizierung vor, so dass dieser aus der Beschriftung der Fotos Daten entnehmen konnte, die er dann in seine Aussagen einflocht. Anschließend übermittelte Meisinger in Umgehung des Dienstweges die Ermittlungsakte direkt an Himmler, der sogleich bei Hitler vorstellig wurde. Vor Gericht jedoch brach die Anklage gegen Fritsch, der einer Verwechslung zum Opfer gefallen war, zusammen. Mit dem Fehlschlag gegen Fritsch war Meisingers Laufbahn im Gestapa beendet, er und andere seiner Dienststelle wurden abgelöst, strafversetzt oder entlassen. Von 1938 bis 1939 wurde er im Archiv des SD-Hauptamtes eingesetzt.

### Einsatz in Polen
Mit dem Überfall auf Polen und dem Beginn des Zweiten Weltkrieges wurde Meisinger im September 1939 Stellvertreter von Lothar Beutel, dem Kommandeur der Einsatzgruppe IV in Polen. Am 23. Oktober 1939 wurde er Nachfolger von Beutel, der wegen Korruption abgelöst wurde, und war bis zum 1. März 1941 Kommandeur der Sicherheitspolizei und des SD im Distrikt Warschau. Am 1. Januar 1940 ernannte man ihn zum SS-Standartenführer.
Meisinger ging mit aller Gewalt gegen Polen und Juden vor. So ließ er im Wald von Palmiry Massenerschießungen an 1700 Menschen durchführen. Als Vergeltung für den Mord an einem polnischen Polizisten ließ er am 22. November 1939 alle 55 jüdischen Einwohner eines Hauses erschießen und am 20. Dezember 1939 107 Polen als Vergeltung für den Tod zweier Deutscher. Heydrich bezeichnete die diesbezüglichen Anweisungen im Juli 1940 als „außerordentlich radikal“.
Meisinger wurde so berüchtigt, dass man ihn den „Schlächter von Warschau“ nannte. Walter Schellenberg schreibt in seinen Memoiren, er habe – als Entgegnung auf eine Intrige von Meisinger gegen ihn – dem nunmehrigen Gestapochef Heinrich Müller Informationen über die (so Schellenberg) „bestialischen Taten“ von Meisinger in Warschau zukommen lassen. Nach Ende der Untersuchungen habe Himmler laut Schellenberg entschieden, Meisinger vor ein Standgericht zu stellen und zu erschießen. Er wurde aber durch Heydrich gerettet, der ihn nach Japan schickte. In seinem späteren Prozess in Warschau behauptete er, im Oktober 1940 schon nicht mehr in Warschau gewesen zu sein, doch ist auch seine Beteiligung an der Errichtung des Warschauer Ghettos um diese Zeit wahrscheinlich.
Im Februar 1941 heiratete er seine Sekretärin, die zuvor u. a. für Himmler gearbeitet hatte. Im März 1941 arbeitete er kurzzeitig im Reichssicherheitshauptamt.

### In Fernost

#### Bespitzelung, Denunzierung und Verhaftung (ehemaliger) deutscher Staatsbürger
Von Heydrich aus der Schusslinie genommen, war Meisinger vom 1. April 1941 bis Mai 1945 als Polizeiverbindungsführer und Sonderbeauftragter des SD an der deutschen Botschaft in Tokio tätig. Spätestens Anfang 1943 wurde er hier zum Polizeiattaché ernannt und damit in der Liste des diplomatischen Personals in Tokyo notifiziert. Es handelte sich dabei um Sonderbeauftragte der Gestapo, die im Ausland operierten und am Einsatzort politisch-ideologisch gefärbte Polizeiarbeit der Sicherheitspolizei bzw. der Geheimen Staatspolizei umzusetzen hatten. In diesem Aufgabenbereich war er zugleich Verbindungsoffizier des SD zum japanischen Geheimdienst. Zu seinen sicherheitspolizeilichen Aufgaben gehörte vor allem die Überwachung des Verhaltens aller im Zuständigkeitsbereich „lebenden vorbestraften und politisch verdächtigen und emigrierten Deutschen (und) die Anregung und Durchführung polizeilicher Maßnahmen gegen staatsfeindliche Personen“.
Ein Schwerpunkt für Meisinger in Japan war die Beobachtung des Korrespondenten (und Sowjetagenten) Richard Sorge, gegen den man in Berlin einen ersten Verdacht hegte. Meisinger wurde jedoch dessen „Trinkkumpan“ und eine seiner besten Quellen. Schellenberg erwähnt in seinen Erinnerungen, dass Meisinger sich einem bequemen Leben hingab und plötzlich die Rolle des Biedermannes spielte. Über Sorge hatte er nur Gutes an Schellenberg zu berichten. Nachdem Sorge im Oktober 1941 von den Japanern verhaftet worden war, versuchten Meisinger und der deutsche Botschafter Eugen Ott die Sache zu vertuschen. Als Ivar Lissner schließlich doch das Ausmaß des Verrats nach Berlin enthüllte, bemühte sich Meisinger, Lissner seinerseits bei den Japanern anzuschwärzen und verhaften zu lassen. Seine rücksichtslosen Methoden, Gegner zu beseitigen, wurden auch schnell in den deutschen Gemeinden in Shanghai und Tokio bekannt. Er schickte sie beispielsweise auf Blockadebrecher von japanischen Häfen nach Deutschland, was hochriskant war, wobei er zusätzlich den Kapitänen einschärfte, die Delinquenten bei drohendem Verlust des Schiffes zu töten. Eine andere Methode von Meisinger war, unliebsame Gegner den japanischen Sicherheitsbehörden auszuliefern. So wurde der in Japan lebende Deutsche Engels auf Veranlassung Meisingers monatelang inhaftiert und geprügelt. Als Meisinger ihm nach seiner Entlassung wegen erwiesener Unschuld mit erneuter Verhaftung drohte, erhängte sich Engels auf offener Straße, wobei er ein Schild trug, auf dem stand: „Ich schäme mich als Deutscher weiterzuleben“. Den während der Haft verstorbenen Juden Frank ließ Meisinger durch seine Familie auf einem Karren heimschaffen. Meisinger führte während seiner Tätigkeit in Japan eine umfangreiche Telegrammkorrespondenz mit dem Reichssicherheitshauptamt, großenteils betreffs Anfragen zu kürzlich eingereisten Deutschen in Japan. Meisinger konnte zudem – laut dem ehemaligen deutschen Botschafter Heinrich Stahmer – ohne Genehmigung des Botschafters Anträge auf Ausbürgerung deutscher Staatsbürger stellen. Diese gingen direkt an die deutsche Sicherheitspolizei, die dann das Prozedere zum Abschluss brachte. Einer der wichtigsten Informanten Meisingers war der deutsche Generalkonsul in Yokohama Heinrich Seelheim.
Meisinger war auch eine treibende Kraft bei der Diskreditierung und späteren Verhaftung des in Tokio lebenden Industriellen Willy Rudolf Foerster. Dieser hatte zusammen mit dem jüdischen Hilfskomitee einer Vielzahl von Juden zur Flucht nach Japan verholfen und sie in seinem Unternehmen beschäftigt. Hierdurch hatte er sich die Feindschaft der örtlichen NS-Auslandsvertretungen und Parteistellen zugezogen. Bei Heinrich Seelheim, beim NS-Parteischlichter Alois Tichy und dem Polizeiattaché Meisinger galt er als „persona non grata“. Meisinger schilderte Foerster wahrheitswidrig als vorbestraft, Komintern-Agent und Jude, um seine Geschäfte zu sabotieren. Im Mai 1943 sorgte er für Foersters Verhaftung als angeblicher sowjetischer Spion. So hoffte er dessen antinationalsozialistisches Engagement endgültig zu beenden. Meisinger war auch persönlich an der Folter Foersters im Gefängnis beteiligt. Nachdem die japanischen Behörden Foerster 1944 wegen erwiesener Unschuld in Bezug auf Spionage aus dem Gefängnis entließen, sorgte Meisinger Anfang 1945 für dessen erneute Verhaftung. Dies gelang ihm durch Übergabe einer Namensliste von „Anti-Nazis“ an die Japaner, auf der auch Foersters Name vermerkt war.
Meisinger war in Tokio auch als passionierter Pokerspieler bekannt, allerdings pflegte er seine Mitspieler auch schon einmal mit der Pistole zum Weiterspielen zu zwingen. Bei einem solchen Spiel erschoss er einen deutschen Handelsmarinekapitän, was er allerdings durch Bestechung des untersuchenden japanischen Geheimdienstoffiziers (Hauptmann der Kempeitai) vertuschen konnte. Als dies später bekannt wurde, nahm sich der Offizier das Leben (Seppuku).
Durch die Verhaftung Richard Sorges in die Defensive geraten, denunzierte Meisinger mehrere Personen als angebliche Spione bei der Kempeitai. Neben dem Industriellen Foerster gehörten u. a. Journalisten und ein Arzt zu seinen Opfern. Meisinger arbeitete hierbei offenbar mit gefälschten Beweisen bzw. Geständnissen. Dies ist insbesondere im Fall des Journalisten Karl Raimund Hofmeier dokumentiert, der 1942 als angeblicher „zweiter Richard Sorge“ verhaftet und 1944 in Folge einer Intervention Meisingers bei Marineattaché Paul Wenneker erschossen wurde.

#### Versuche der Außenpolitik, Judenverfolgung und Intervention zur Errichtung des Ghettos Shanghai
Beim Auswärtigen Amt hatte Meisinger gleich nach seiner Ankunft in Tokio so offenbar seine Unfähigkeit demonstriert, dass Joachim von Ribbentrop den Einfluss des SD an den Botschaften zurückdrängen konnte. Besonders die Polizeiattachés waren ihm ein Dorn im Auge.
Meisinger blieb stets bemüht, die eigene Karriere voranzutreiben, auch durch Aktivitäten, die seine Kompetenzen weit überschritten. Nachdem er in Shanghai Kontakt zu dem buddhistischen „Abt“ Ignaz Trebitsch-Lincoln aufgebaut hatte, regte er in Berlin an, einen Volksaufstand in Tibet anzustacheln. Meisinger wusste möglicherweise, dass solche Überlegungen auch in Himmlers Umkreis, beim Ahnenerbe, angestellt wurden. Ihm entging jedoch, dass Trebitsch-Lincoln als „politischer Abenteurer“ mit Geltungsbedürfnis bekannt war und keineswegs über Einfluss verfügte. Meisinger war daraufhin beim Auswärtigen Amt, das sich bei Himmler beschwerte, diskreditiert. Neben seinem Fehler bei der Einschätzung Trebitsch-Lincolns hatte Meisinger mit seinem Alleingang in Shanghai auch den deutschen Botschafter Eugen Ott in Tokio übergangen. Telegramme Meisingers aus Tokio an das Reichssicherheitshauptamt in Berlin gingen grundsätzlich über den Schreibtisch des deutschen Botschafters. Dieser erhielt von jedem Schreiben eine Kopie und musste die Telegramme Meisingers vor Übermittlung an das Reichssicherheitshauptamt abzeichnen. Eine Abberufung Meisingers blieb aber aus. Anmaßende Versuche, Außenpolitik betreiben zu wollen, wird er – laut Freyeisen – „wohl nicht mehr“ über die diplomatischen Vertretungen nach Deutschland übermittelt haben. Tatsächlich konnte Meisinger auch über Radio-Telefon mit dem Reichssicherheitshauptamt Kontakt aufnehmen. Diese Telefonate wurden nicht von Mitgliedern der Botschaft überwacht und richteten sich wohl an Heinrich Müller und nicht direkt an Heinrich Himmler. Zudem bestand die Möglichkeit, mittels Blockadebrecher und U-Boot direkt mit Berlin zu kommunizieren.
Die Affäre um den Mönch Chao Kung, alias Trebitsch Lincoln, in Shanghai führte zu einer deutlichen Machtverschiebung hin zum Auswärtigen Amt. Ribbentrop befand sich zu diesem Zeitpunkt in einem Machtkampf mit Himmler und Heydrich sowie in Auseinandersetzungen mit den im Ausland tätigen Polizeiattachés, die nicht dem Auswärtigen Amt unterstellt waren. Am 8. August 1941 unterschrieben Ribbentrop und Himmler eine Grundsatzvereinbarung. Wenig später, am 28. August 1941, wurden in einer Dienstanweisung alle Polizeiattachés dem diplomatischen Personal der Botschaft bzw. Gesandtschaft zugeteilt und bezüglich ihrer Tätigkeit im Ausland dem Missionschef unterstellt. Somit wurden die Botschafter in Tokio Eugen Ott und später sein Nachfolger Heinrich Georg Stahmer direkte Vorgesetzte Meisingers. Dieser hatte gemäß der Dienstanweisung Aufträge auch außerhalb seines eigentlichen Aufgabenkreises auszuführen. Alle Weisungen der Dienststellen des Reichsführers-SS gingen über das Auswärtige Amt und wurden Meisinger durch den Botschafter zugeleitet, sodass der Botschafter bzw. Gesandte „damit die politische Verantwortung für die außenpolitische Zweckmäßigkeit dieser Weisungen“ übernehmen sollte. Sowohl Meisinger als auch dem Botschafter wurde ein Beschwerderecht eingeräumt, das jedoch offenbar nicht wahrgenommen wurde. Auch fehlen kritische Anmerkungen der Botschafter zu Telegrammen Meisingers an das Reichssicherheitshauptamt. Somit scheinen seine Aktionen gegen antinationalsozialistisch eingestellte Personen und Juden im japanischen Machtbereich durch die Botschafter gebilligt, wenn nicht sogar (mit-)initiiert worden zu sein.
In Japan und dem japanisch besetzten China widmete sich Meisinger immer wieder der Judenverfolgung. 1941 intervenierte er bei japanischen Dienststellen und forderte sie auf, die etwa 18.000 jüdischen Flüchtlinge aus Österreich und Deutschland im von den Japanern besetzten Shanghai zu ermorden. Seine Vorschläge beinhalteten unter anderem die Errichtung eines Vernichtungslagers auf der Insel Chongming Dao im Yangtse-Delta oder das Töten durch Aushungern auf Frachtern vor der chinesischen Küste. Die japanische Admiralität, von der Shanghai verwaltet wurde, gab den Vernichtungsplänen der deutschen Verbündeten aber nicht nach. Die Japaner errichteten allerdings ein Ghetto im Stadtteil Hongkou für staatenlose (also deutsche, österreichische, tschechische und baltische) Juden.
Meisinger berichtete Fritz Wiedemann, er habe von Himmler den Auftrag gehabt, die Japaner zur Einführung von Maßnahmen gegen die Juden zu bewegen. Wiedemann bemerkte hierzu später vor Gericht, dass Meisinger dies jedoch selbstverständlich „bei dem selbstbewussten Volk der Japaner“ nicht in Form eines Befehls hätte tun können. Wie er es „im einzelnen getan“ habe, wisse er jedoch nicht. Die Japaner waren bis auf wenige Ausnahmen nicht antisemitisch eingestellt, somit nutzte Meisinger ihre Spionagefurcht. So erklärte er im Herbst 1942 Gespräche dem Chef der Auslandssektion des japanischen Heimatministeriums, er habe von Berlin den Auftrag, den japanischen Behörden die Namen aller „Anti-Nazis“ unter den Deutschen zu melden. „Anti-Nazis“ seien in erster Linie deutsche Juden, von denen 20.000 nach Shanghai emigriert seien. Diese „Anti-Nazis“ seien auch immer „Anti-Japaner“. Die Japaner schenkten dieser These nach einigem Überlegen Glauben. Sie führten – so der ehemalige Dolmetscher Meisingers Hamel – eine regelrechte Jagd auf „Anti-Nazis“ durch und hätten die Erstellung einer Liste aller „Anti-Nazis“ verlangt. Diese hatte Meisinger, wie seine Sekretärin später bestätigte, bereits seit 1941 vorliegen. Nach Rücksprache mit Heinrich Müller wurde sie von Meisinger Ende 1942 sowohl an das Heimatministerium als auch an die Kempeitai übergeben. Die Liste enthielt u. a. die Namen aller Juden mit deutschem Pass in Japan. Für die Japaner wurde somit klar, dass insbesondere die seit den Novemberpogromen 1938 nach Shanghai Geflüchteten das höchste „Gefahrenpotential“ darstellten. Die Proklamation eines Ghettos war somit eine logische Folge von Meisingers Interventionen. Für diese „Leistung“ wurde er offenbar trotz der Sorge-Affaire am 6. Februar 1943 zum Oberst der Polizei befördert.
Die Bevölkerungsdichte im Ghetto war höher als im damaligen Manhattan. Durch japanische Soldaten unter dem sadistischen Befehlshaber Kano Ghoya streng abgeschottet, durften Juden das Ghetto nur mit spezieller Erlaubnis verlassen. Etwa 2000 Juden starben im Ghetto von Shanghai.
Trotz seiner Verwicklung in die Sorge-Affäre (für deren mangelnde Aufklärung ihm Botschafter Ott einen großen Teil der Schuld zuschob) wurde er am 25. Januar 1943 zum Oberst der Polizei ernannt.

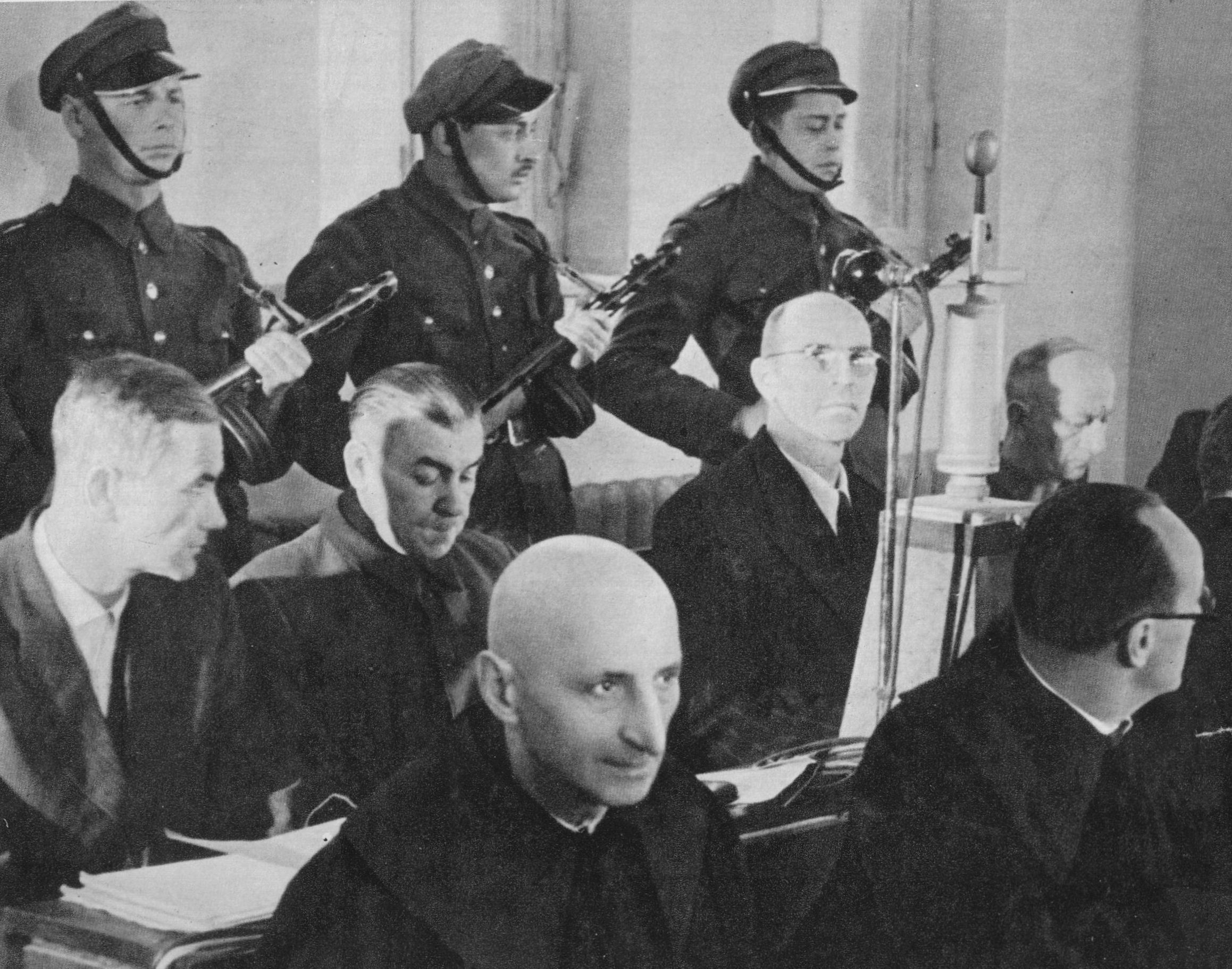
Josef Meisinger (mittlere Reihe, Dritter von links) vor dem Obersten Nationalen Tribunal Polens

### Kriegsende und Tribunal
Von einer US-Dienststelle am 6. September 1945 in Yokohama verhaftet, wurde er 1946 an Polen ausgeliefert. Am 17. Dezember 1946 wurde er gemeinsam mit Ludwig Fischer, Ludwig Leist und Max Daume in Warschau wegen Kriegsverbrechen angeklagt. Das Oberste Nationale Tribunal verurteilte Meisinger am 3. März 1947 zum Tode, worauf er am 7. März 1947 im Warschauer Gefängnis Mokotów durch den Strang hingerichtet wurde.

## Publikationen
- Die Bekämpfung der Abtreibung als politische Aufgabe, In: Deutsche Zeitschrift für die Gesamte Gerichtliche Medizin [0367-0031], 1940 vol: 32, iss: 4, pg: 226–244.